# Фумурени (Валча)
Фумурени (рум. Fumureni) насеље је у Румунији у округу Валча у општини Лунђешти. Oпштина се налази на надморској висини од 218 m.

## Становништво
Према подацима из 2002. године у насељу је живело 871 становника, од којих су сви румунске националности.